# Croix Saint-Martin de Notre-Dame-du-Touchet
La croix Saint-Martin est une croix de chemins située à Notre-Dame-du-Touchet, en France.
La croix, en granit, a été érigée au XVIe siècle. Elle présente un fût décoré de chevrons. Le dé est orné de bas-reliefs représentant des scènes de la passion avec une pietà.
Sur une des faces du croisillon de la croix pattée, il est sculpté une scène de la Charité de saint Martin qui découpe sa cape et sur l'autre la scène de la Crucifixion.
La croix a fait l'objet d'une restauration dans les années 2000, avec la réintégration d'une partie du fût qui était employé comme colonne d'un bénitier dans l'église Notre-Dame toute proche.
Le monument est inscrit au titre des monuments historiques en 1939.

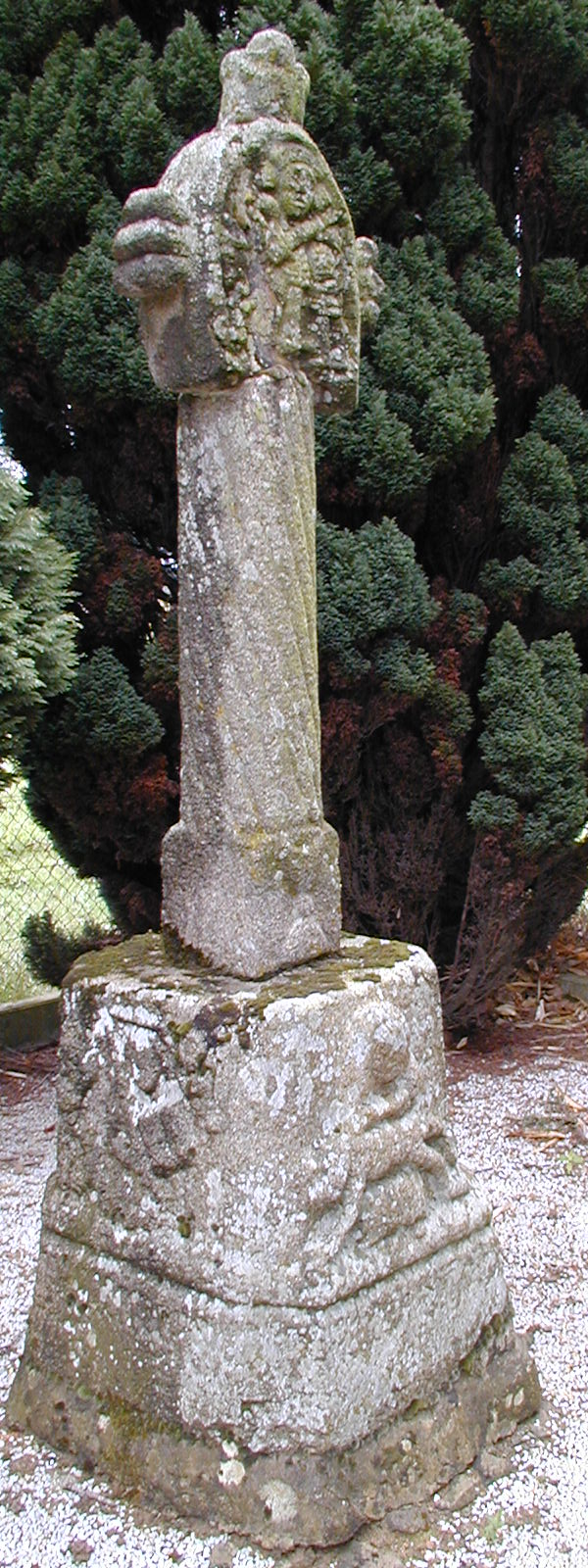
Croix avant restauration
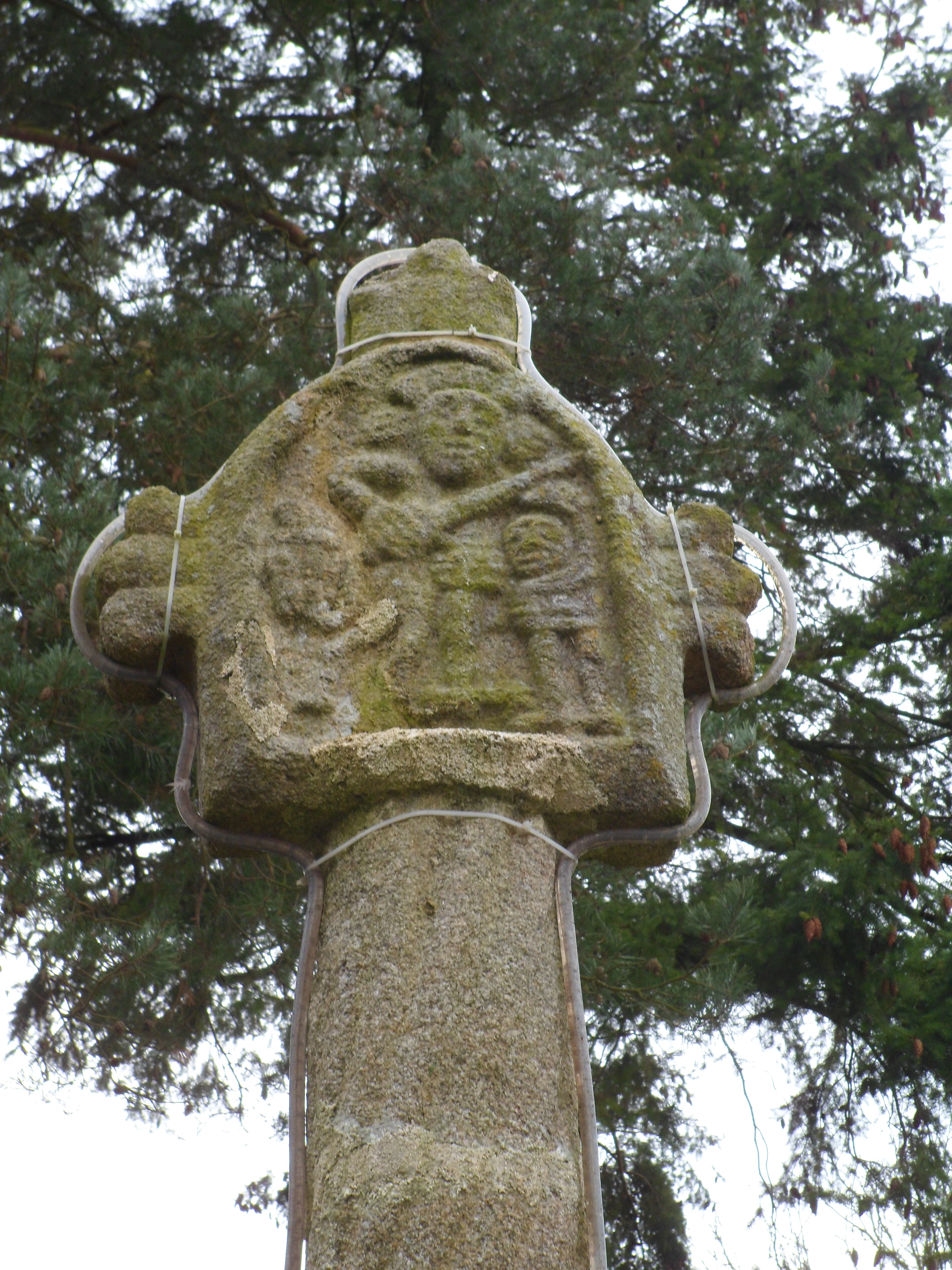
Charité de saint Martin
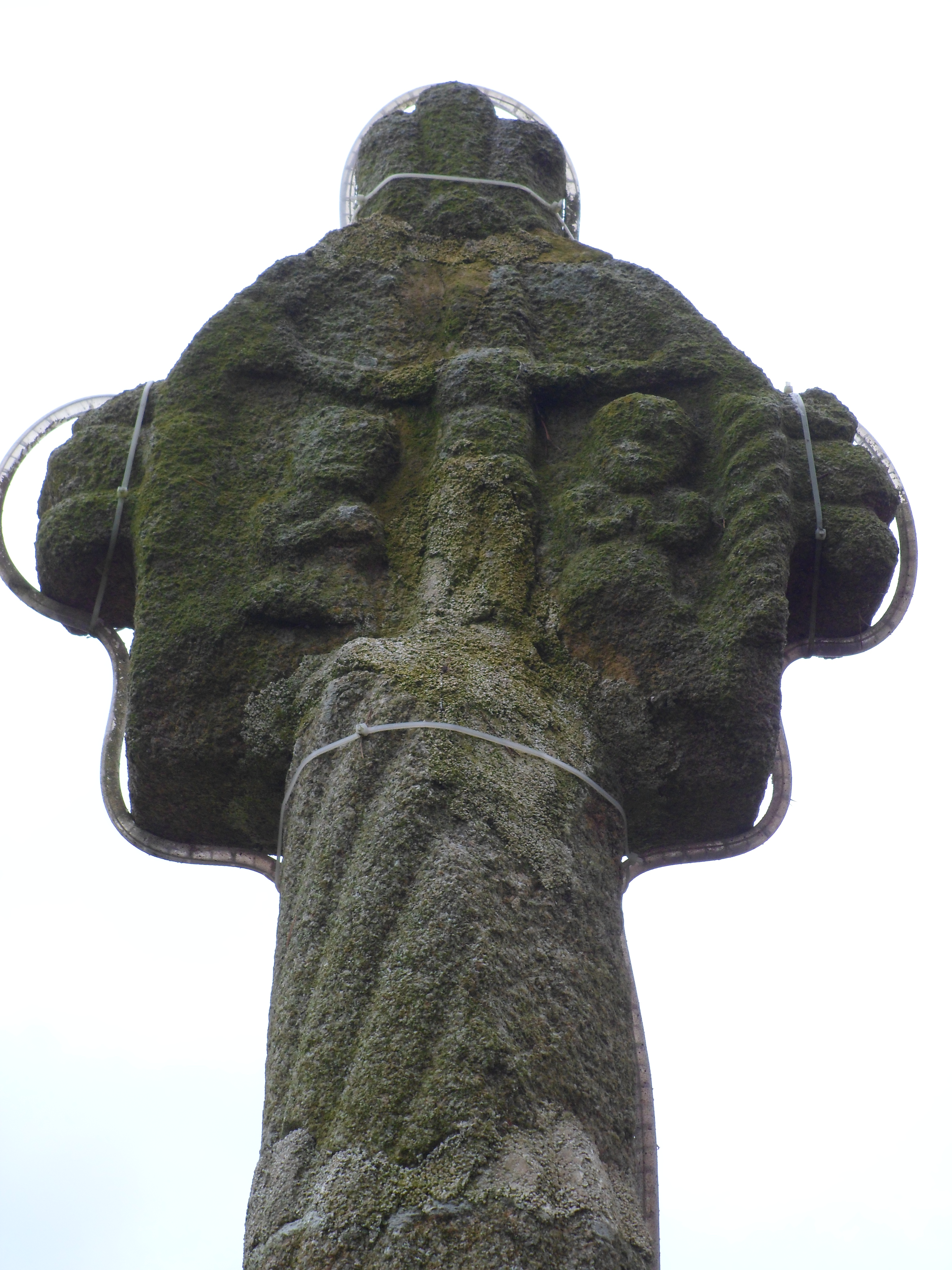
Crucifixion
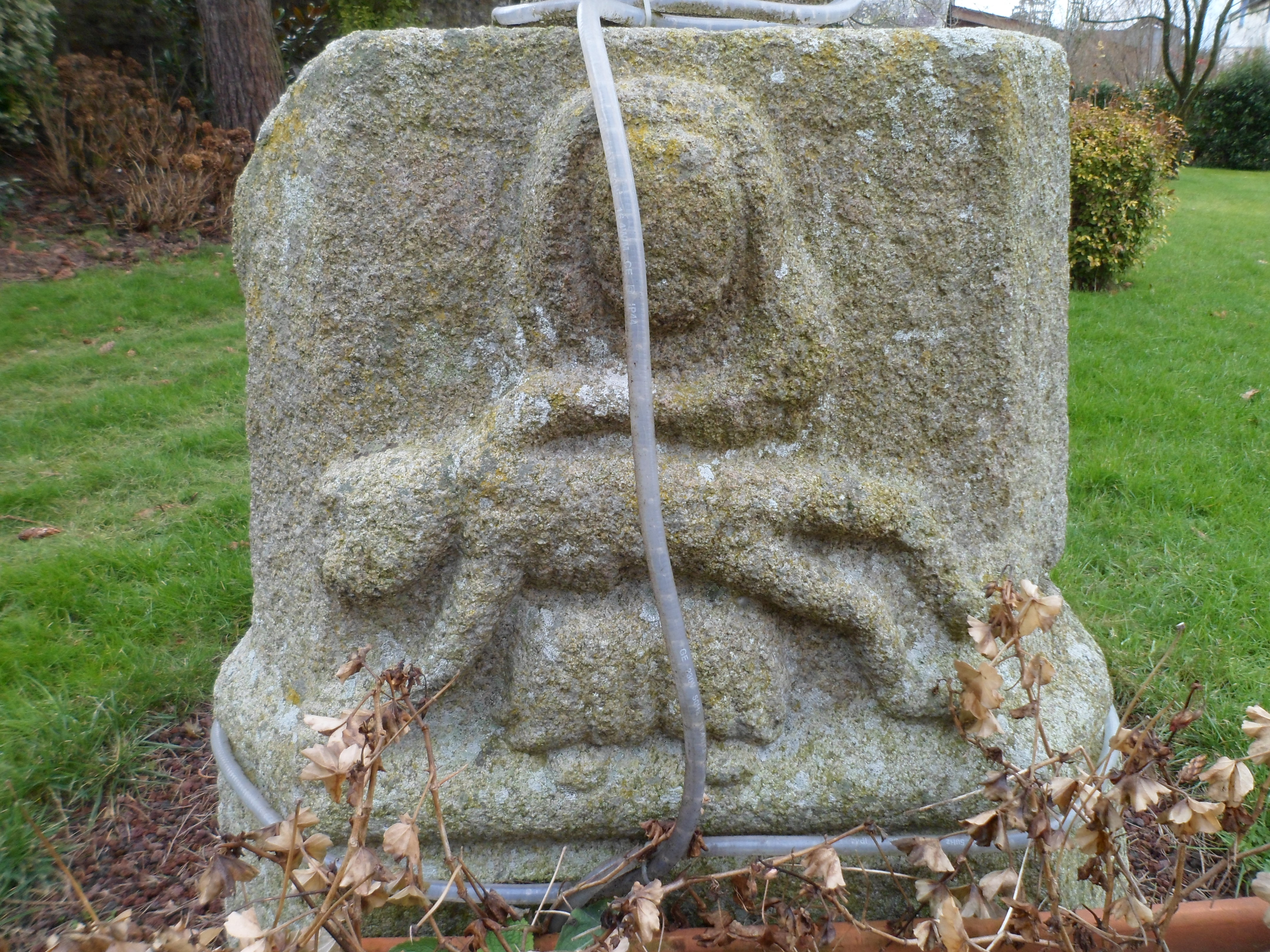
Pietà en bas relief
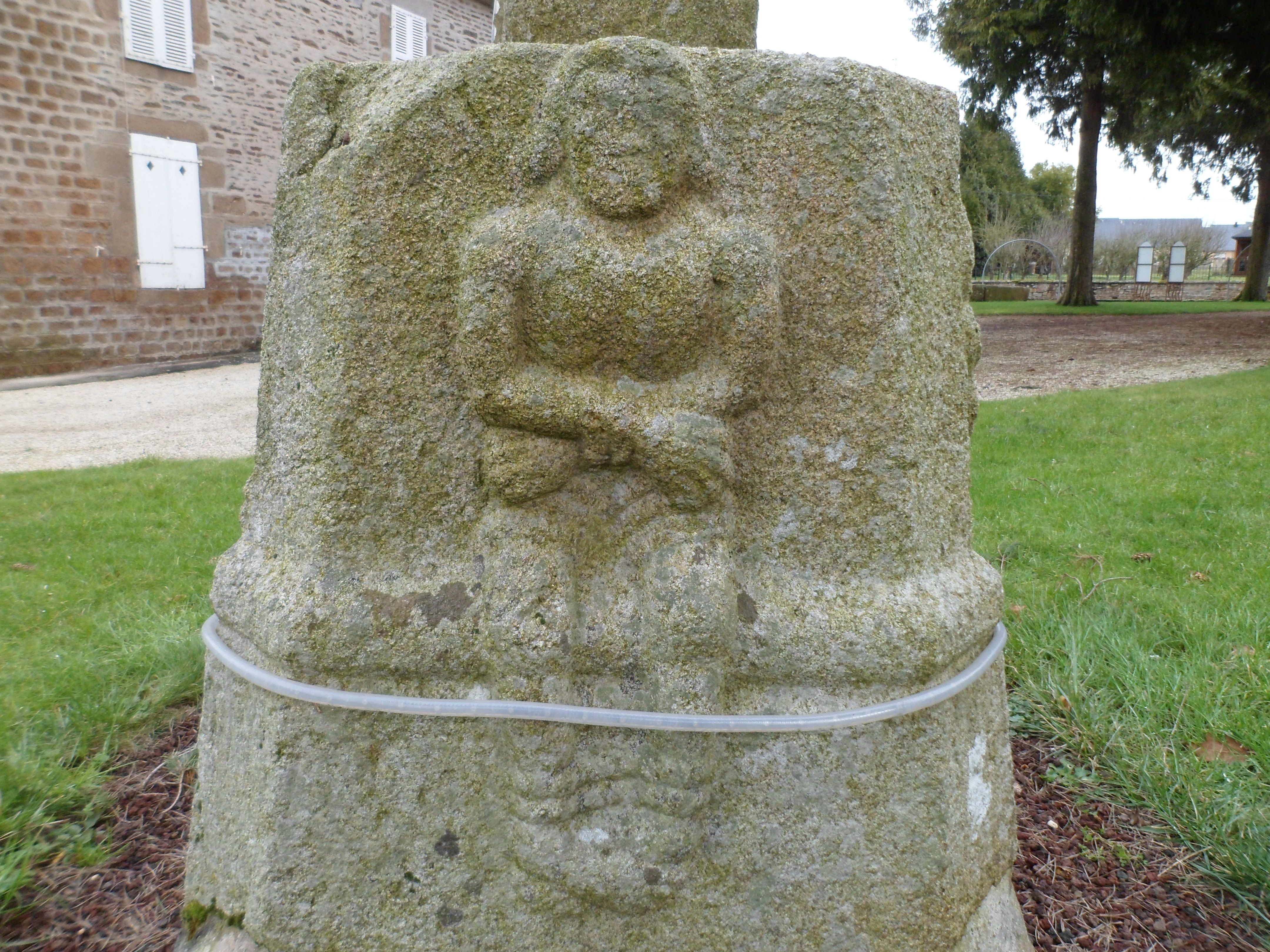
Christ de pitié en bas relief